# Монтамбёф (кантон)
Монтамбёф (фр. Montembœuf) — кантон во Франции, находится в регионе Пуату — Шаранта, департамент Шаранта. Входит в состав округа Конфолан.
Код INSEE кантона — 1620. Всего в кантон Монтамбёф входят 12 коммун, из них главной коммуной является Монтамбёф.
Население кантона на 2007 год составляло 3 879 человек.
Коммуны кантона:
- Вернёй
- Витрак-Сен-Венсан
- Лезиньяк-Дюран
- Ле-Лендуа
- Мазроль
- Массиньяк
- Монтамбёф
- Музон
- Руссин
- Сент-Аджютори
- Сованьяк
- Шерв-Шатлар